# Eugene W. Adams
Eugene W. Adams, född 12 januari 1920 i Guthrie, Oklahoma, USA, död 20 februari 2016, var en amerikansk veterinärmedicinsk patolog och parasitolog huvudsakligen verksam vid universitetet i Tuskegee.
Adams forskning på cancer hos hundar har lett till en bättre förståelse för hur cancer växer och sprider sig hos människor. Han upptäckte bland annat att hundar som har haft cancer och fått den bortopererad, blir immun mot nya tillväxter. Han upptäckte även att blodet i hundar som implanterats tumörer utvecklar blodtyper som normalt utvecklas när de drabbas av virus. Tillsammans med andra forskares resultat utgjorde denna forskning en del av teorin att vissa cancertyper kan orsakas av virus.